# Ренні Гарлін
Ренні Гарлін (англ. Renny Harlin, справжнє ім'я — Лаурі Моріц Гарйола (фін. Lauri Mauritz Harjola), нар. 15 березня 1959, Рійгімякі, Фінляндія) — фінський та американський кінорежисер, сценарист, актор, продюсер. Фільми Гарліна зібрали понад 520 мільйонів доларів у США та понад 1,2 мільярда доларів у світовому прокаті, що робить його 151-м найкасовішим режисером на світовому кіноринку станом на жовтень 2022 року та найуспішнішим фінським режисером на міжнародному рівні за рівнем доходів. Його фільм 1993 року «Скелелаз» занесений до Книги рекордів Гіннеса як найдорожчий повітряний трюк з усіх коли-небудь виконаних. Його фільм 1995 року «Острів горлорізів» утримував світовий рекорд Гіннеса в колишній категорії «Найбільша касова втрата».

## Біографія
Ренні Гарлін народився 15 березня 1959 у фінському місті Рійгімякі у сім'ї медиків, батько лікар а мати медсестра. Будучи дитиною, він іноді супроводжував батька на роботу в місцеву в'язницю. Те, що він бачив за стінами виправної установи, стало йому в пригоді йому пізніше, коли Гарлін почав знімати фільми. Навчався у «Вищій школі мистецтв, дизайну та архітектури Університету Аалто» з 1978 по 1981 рік.
Почав кар'єру у себе на батьківщині, знімаючи документальні і короткометражні картини. У 21 рік Ренні Гарлін впритул зайнявся телевізійною рекламою, вигравши премію «Best Industrial Short Film», і зняв цікавий ролик про фінські страхові компанії. У 1981 році Ренні Гарлін отримав посаду асистента оператора на зйомках фільму «Läpimurto», а незабаром зняв документальну короткометражку «Тримайся». За свою роботу він отримав премію національного кінофестивалю «YLE».
У пошуках світового визнання перебирається до Голлівуду в кінці вісімдесятих. Режисерський дебют у великому кіно відбувся в 1986 році в трилері «Народжений американцем». За ним послідували ще дві картини — «В'язниця» (1988) і «Кошмар на вулиці В'язів 4: Повелитель сну» (1988). Остання картина вийшла досить таки успішною, зібравши у прокаті понад 40 мільйонів доларів, при бюджеті картини в 13 мільйонів.
Світова популярність до режисера приходить після виходу на екрани довгоочікуваного «Міцного горішка 2» (1990), де головну роль виконав Брюс Вілліс. Картина, яка зібрала в прокаті ледве менше 250 мільйонів доларів, приносить своєму творцеві статус одного з найкращих режисерів жанру «Екшн».
Приблизно в цей же час Ренні заснував власну кінокомпанію «Midnight Sun Pictures». У 1991 дебютує як продюсер з картиною «Безпутня Роза» (ця картина принесла Гарлін нагороду «Незалежний дух» в категорії «Найкращий незалежний фільм року») з Робертом Дюваллем і Лорою Дерн (номінована на «Оскар» за найкращу жіночу роль) в головних ролях.
Ще одним комерційним суперхітом у виконанні режисера стає картина «Скелелаз» (1993), головну роль в якій виконав Сильвестр Сталлоне, а ось наступна робота «Острів головорізів» (1995), незважаючи на солідний бюджет (98 мільйонів доларів) провалюється в прокаті не зібравши і 10 мільйонів. Ренні Гарлін пропонували знімати картину «Золоте око», але режисер відмовився через те, що головну роль виконував Тімоті Далтон.
З подальших робіт режисера найпомітніші фільми: «Довгий поцілунок на ніч» (1996), «Глибоке синє море» (1999) та «Чистильник» (2007).
У 2009 році Гарлін зняв незалежний військовий фільм «5 днів серпня», що розповідає про війну між Грузією і Росією в регіоні Південна Осетія. У фільмі, президента Грузії Михайла Саакашвілі зіграв кубино-американський актор Енді Гарсіа.

## Сім'я
Ренні Гарлін був одружений з американською актрисою Джиною Девіс (18 серпня 1993 — 21 червня 1998). Розлучений. Має сина Луукаса Меттісона Моріца (нар.1997) від зв'язку з Тіффані Браун. Ренні Гарлін також зустрічався з Лорою Дерн (1991), Тар'єю Смурою (1993), Катаріною Ебелдінґ (1993—1994), Сарою Такрей (2001), Сату Вуорела (2007—2009) та Ерікою (Вунх) Марчіно (2010—2015).

## Критика
Ренні Гарлін — режисер-універсал. За свою кар'єру, зняв багато фільмів у різних жанрах, більшість з яких були трилери, бойовики, а також жахи, підкреслюючи свій стиль. Також йому доручали знімати продовження культових франшиз («Міцний горішок», «Кошмар на вулиці В'язів», «Екзорцист»), зарекомендувавши себе як режисер-сіквеліст. На початку 10-х років XXI століття, коли в США стався «серіальний бум», Гарлін брав участь у зйомках эпізодів кримінально-детективних драм.
Гарлін працював як і з високобюджетними, так і з малобюджетними фільмами. З кінця 80-х до кінця 90-х, більшість фільмів Гарліна мали комерційний успіх. З початку 2000-х по сьогодні його фільми провалюються в прокаті.
Що до відгуків, то 88 % фільмографії Гарліна зазнали серйозної критики, тим самим заробивши цілих 15 номінацій та 5 нагород популярної антипремії «Золота Малина», та не мало статей про «погану роботу режисера».
Це пояснюється тим, що в усіх фільмах Гарлін виділяє крайню жорстокість (знущання над людьми, натуралістичні покази смерті людини та ін.). Також в них є багато моментів, які суперечать діям персонажів у тій чи іншій ситуації, тобто, нелогічні дії. Це відноситься не тільки до персонажів, а й до самих ситуацій, що відбуваються.
Неоднозначне ставлення до росіян, в яких він показує їх як ворогів світу, та перебільшена «клюква», що стосується радянського загартування. Яскравий приклад тому фільми «5 днів у серпні» та «Народжений американцем»

## Фільмографія

### Кінофільми
| Рік  | Українська назва                          | Оригінальна назва                             | Режисер | Продюсер   | Сценарист |
| ---- | ----------------------------------------- | --------------------------------------------- | ------- | ---------- | --------- |
| 1986 | Народжений американцем                    | Born American                                 | Так     | Ні         | Так       |
| 1987 | В'язниця                                  | Prison                                        | Так     | Ні         | Так       |
| 1988 | Кошмар на вулиці В'язів 4: Повелитель сну | A Nightmare on Elm Street 4: The Dream Master | Так     | Ні         | Ні        |
| 1990 | Пригоди Форда Ферлейна                    | The Adventures of Ford Fairlane               | Так     | Ні         | Ні        |
| 1990 | Міцний горішок 2                          | Die Hard 2                                    | Так     | Ні         | Ні        |
| 1993 | Скелелаз                                  | Cliffhanger                                   | Так     | Ні         | Ні        |
| 1995 | Острів головорізів                        | Cutthroat Island                              | Так     | Так        | Ні        |
| 1996 | Довгий поцілунок на добраніч              | The Long Kiss Goodnight                       | Так     | Так        | Ні        |
| 1999 | Глибоке синє море                         | Deep Blue Sea                                 | Так     | Ні         | Ні        |
| 2001 | Гонщик                                    | Driven                                        | Так     | Так        | Ні        |
| 2004 | Мисливці за розумом                       | Mindhunters                                   | Так     | виконавчий | Ні        |
| 2004 | Екзорцист: Початок                        | Exorcist: The Beginning                       | Так     | Ні         | Ні        |
| 2006 | Угода з дияволом                          | The Covenant                                  | Так     | Ні         | Ні        |
| 2007 | Чистильник                                | Cleaner                                       | Так     | Ні         | Ні        |
| 2009 | 12 раундів                                | 12 Rounds                                     | Так     | Ні         | Ні        |
| 2011 | 5 днів серпня                             | 5 Days of War                                 | Так     | Так        | Ні        |
| 2013 | Таємниця перевалу Дятлова                 | Devil's Pass                                  | Так     | Так        | Ні        |
| 2014 | Геракл. Початок легенди                   | The Legend of Hercules                        | Так     | Так        | Так       |
| 2016 | Відчайдушні напарники                     | Skiptrace                                     | Так     | Ні         | Ні        |
| 2018 | Легенда про стародавній меч               | 古剑奇谭之流月昭明                            | Так     | Ні         | Ні        |
| 2019 | Мовчазний свідок                          | 沉默的證人                                    | Так     | Ні         | Ні        |
| 2021 | Поганці                                   | The Misfits                                   | Так     | Ні         | Ні        |
| 2021 | Возз'єднання 3                            | Luokkakokous 3                                | Так     | Ні         | Так       |
| 2024 | Незнайомці: Частина перша                 | The Strangers: Chapter 1                      | Так     | Ні         | Ні        |
| 2025 | Незнайомці: Частина друга                 | The Strangers: Chapter 2                      | Так     | Ні         | Ні        |
| Н/Д  | Незнайомці: Частина третя                 | The Strangers: Chapter 3                      | Так     | Ні         | Ні        |

Продюсер
- Безпутна Троянда / Rambling Rose (1991)
- Без слів / Speechless (1994)
- Вибух з минулого / Blast from the Past (1999)